# Rhabdoweisia
Rhabdoweisia (deutsch Streifenperlmoose) ist eine Gattung von Laubmoosen aus der Familie Oncophoraceae.

## Merkmale
Es sind kleine, in lockeren grünen Polsterrasen wachsende Moose. Die wenige Millimeter bis 3 Zentimeter hohen Stämmchen sind gabelig verzweigt und unten rhizoidfilzig. Der Stämmchenquerschnitt weist keinen Zentralstrang auf. Die trocken gekräuselten, feucht aufrecht-abstehenden bis abstehenden Blätter sind lanzettlich-zungenförmig bis lineallanzettlich, haben flache oder unten umgerollte Ränder und eine kräftige Rippe, die vor der Blattspitze endet. Die glatten bis schwach mamillösen Laminazellen sind oben unregelmäßig quadratisch und unten rechteckig; Blattflügelzellen sind nicht differenziert. 
Die Arten sind autözisch (Antheridien und Archegonien an verschiedenen Ästen derselben Pflanze). Die aufrechte, gelbe, 2 bis 6 Millimeter lange Seta trägt eine aufrechte, ovale Sporenkapsel mit 8 Streifen bzw. Furchen und 16 ungeteilten Peristomzähnen. Der Kapseldeckel ist lang und schief geschnäbelt, die Kalyptra kappenförmig.

## Standortansprüche und Verbreitung
Rhabdoweisia-Arten sind kalkmeidend und besiedeln Felsen und Felsspalten. Sie sind vorwiegend auf der nördlichen Hemisphäre verbreitet und darüber hinaus noch in Südamerika, Afrika und auf Inseln des Pazifischen Ozeans.

## Arten
Von den weltweit 4 Arten sind in Europa die folgenden vertreten:
- Rhabdoweisia crenulata
- Rhabdoweisia crispata
- Rhabdoweisia fugax